# Macedonia ai XXII Giochi olimpici invernali
La Macedonia ha partecipato ai XXII Giochi olimpici invernali, che si sono svolti dal 7 al 23 febbraio a Soči in Russia, con una delegazione composta da tre atleti.

## Sci alpino
| Gara                     | Atleta            | Manche 1 | Manche 1  | Manche 2 | Manche 2  | Totale  | Totale    |
| Gara                     | Atleta            | Tempo    | Posizione | Tempo    | Posizione | Tempo   | Posizione |
| ------------------------ | ----------------- | -------- | --------- | -------- | --------- | ------- | --------- |
| Slalom gigante maschile  | Antonio Ristevski | DNF      | DNF       | DNF      | DNF       | DNF     | DNF       |
| Slalom speciale maschile | Antonio Ristevski | 55"38    | 56        | 1'03"06  | 28        | 1'58"44 | 29        |

## Sci di fondo

### Distanza
| Gara            | Atleta            | Finale  | Finale   | Finale    |
| Gara            | Atleta            | Tempo   | Distacco | Posizione |
| --------------- | ----------------- | ------- | -------- | --------- |
| 15 km maschile  | Darko Damjanovski | 48'34"9 | +10'05"2 | 81        |
| 50 km maschile  | Darko Damjanovski | DNF     | DNF      | DNF       |
| 10 km femminile | Marija Kolaroska  | 44'46"0 | +16'28"2 | 74        |

### Sprint
| Gara            | Atleta            | Qualificazioni | Qualificazioni | Quarti di finale | Quarti di finale | Semifinale      | Semifinale      | Finale          | Finale          |
| Gara            | Atleta            | Tempo          | Posizione      | Tempo            | Posizione        | Tempo           | Posizione       | Tempo           | Posizione       |
| --------------- | ----------------- | -------------- | -------------- | ---------------- | ---------------- | --------------- | --------------- | --------------- | --------------- |
| Sprint maschile | Darko Damjanovski | 4'08"56        | 78             | non qualificato  | non qualificato  | non qualificato | non qualificato | non qualificato | non qualificato |